# La Bóveda de Toro
La Bóveda de Toro ist ein nordwestspanischer Ort und eine Gemeinde (municipio) mit nur noch 676 Einwohnern (Stand: 2024) im Süden der Provinz Zamora in der Autonomen Gemeinschaft Kastilien-León. Zur Gemeinde gehört neben dem namensgebenden Hauptort die Wüstung Guarratino.

## Lage und Klima
La Bóveda de Toro liegt am Rand der Kastilischen Hochebene (Meseta Iberica) in einer Höhe von ca. 695 m. Die Provinzhauptstadt Zamora ist gut 35 km (Fahrtstrecke) in nordwestlicher Richtung entfernt; bis nach Salamanca sind es gut 50 km in südsüdwestlicher Richtung. Das gemäßigte Kontinentalklima wird nur selten vom Atlantik beeinflusst; Regen (ca. 471 mm/Jahr) fällt vorwiegend im Winterhalbjahr.

## Bevölkerungsentwicklung
| Jahr      | 1970 | 1981 | 1991 | 2001 | 2011 | 2021 |
| Einwohner | 1766 | 1156 | 1090 | 939  | 863  | 692  |

## Sehenswürdigkeiten
- Johannes-der-Täufer-Kirche (Iglesia de San Juan Bautista)
- Marienkapelle (Ermita de Los Dolores)
- Marienkapelle (Ermita de la Virgen de la Antigua)

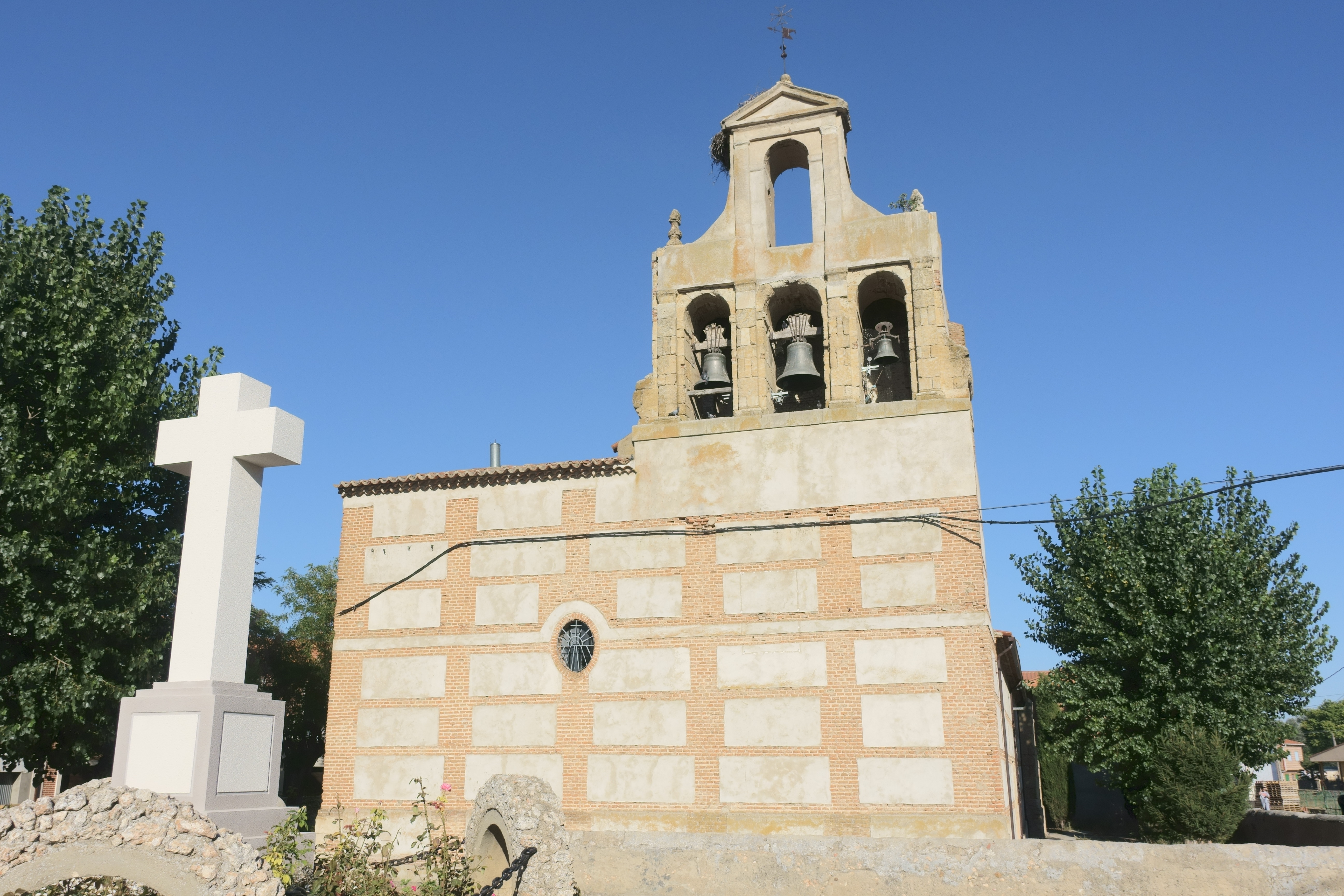
Johannes-der-Täufer-Kirche
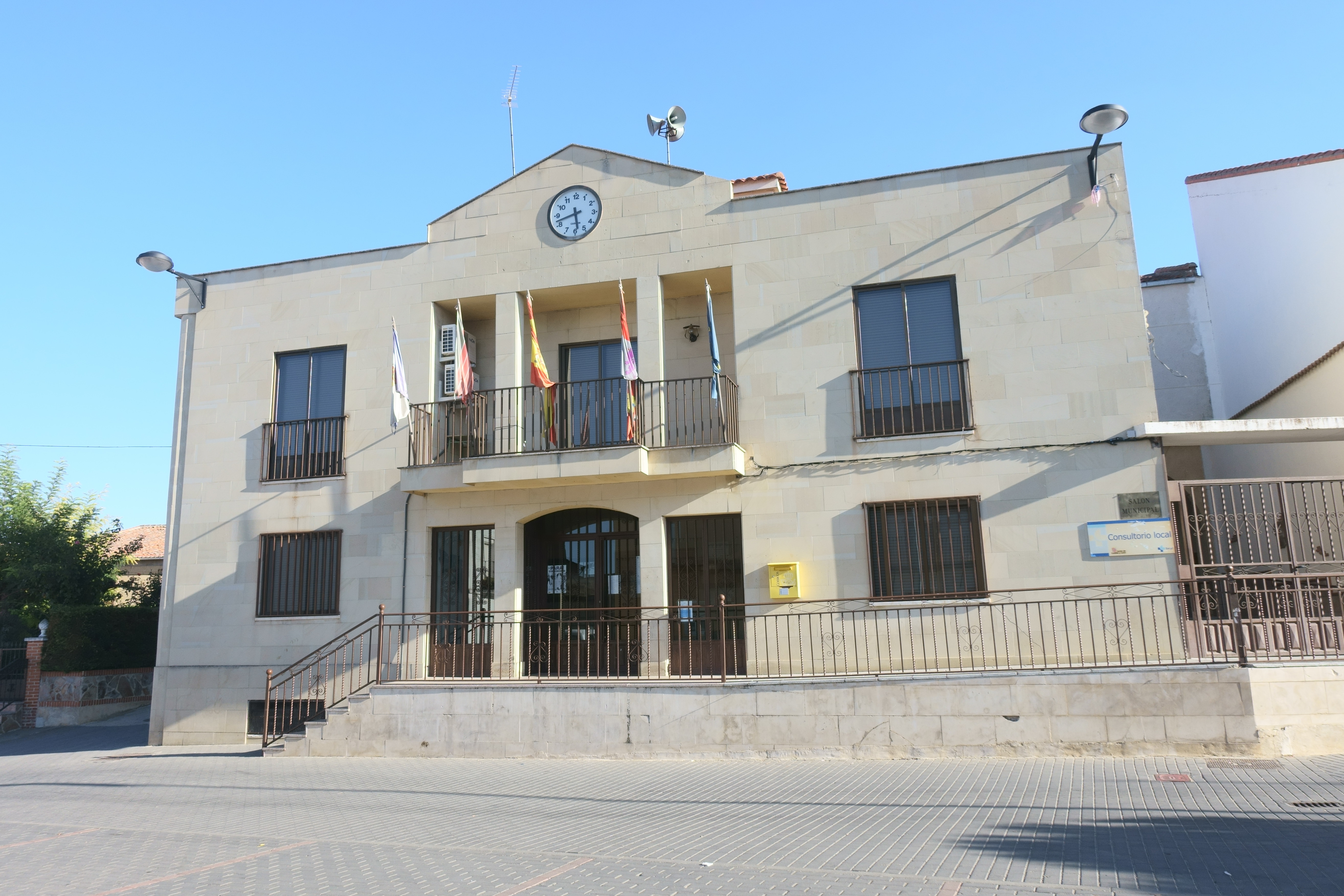
Rathaus

## Persönlichkeiten
- Claudio Rodríguez (1933–2019), Schauspieler